# Peter Wingfield
Peter Wingfield (Cardiff, 5 settembre 1962) è un attore e medico gallese.

## Biografia
Nato e cresciuto a Cardiff; buono studente e sportivo, a 15 anni vinse il campionato nazionale Gallese di tuffi.
Durante gli anni del liceo partecipò a diverse rappresentazioni teatrali iniziando ad appassionarsi a quel mondo. A vent'anni iniziò a studiare per diventare medico presso il St. Bartholomew's Medical Hospital a Londra, cinque anni dopo ad un passo dalla laurea in medicina lasciò gli studi per dedicarsi completamente allo studio della recitazione. 
La Guildhall School of Music and Drama di Londra che frequentò era nella medesima via del St. Bartholomew Hospital.
Nel 1990 poco dopo aver terminato gli studi alla scuola di recitazione ha ottenuto il suo primo ruolo televisivo quello di un tassista.
Partecipò a varie produzioni televisive e radiofoniche britanniche; un esempio il ruolo del veterinario Tom Kirby nella serie tv Noah’s Ark; il tenente Nick Pasco in Soldier Soldier;  Simon Pemberton nel dramma radiofonico della BBC The Archer.
Ma la ribalta internazionale arriva con la partecipazione alla serie televisiva Highlander con il personaggio di Methos e ai due successivi film dello stesso universo.
Ha poi recitato, tra l'altro, nella serie televisiva La regina di spade interpretando il Dottor Helm, in Sanctuary James Watson, in Cold Squad Simon Ross e nei film Catwoman e X-Men 2.

## Il ritorno a medicina
Dal 2011 è tornato a studiare medicina, presso l'Università del Vermont.
Si è laureato il 17 maggio 2015. Subito dopo, ha iniziato la specializzazione in anestesia all'Università della California a San Diego. Da settembre del 2020, lavora come anestesista per trapianti cardiaci e di fegato presso il Cedars-Sinai Medical Center di Los Angeles

## Vita privata
È stato sposato dal 1987 al 1997 con la prima moglie Juliet e dal 1998 è sposato con Carolyn Stewart e hanno un figlio, Edan, nato nel 2000.
Ha corso diverse maratone, la prima nel 1984 a Londra; era nel team ufficiale dell'Unicef alla maratona di New York; ha partecipato ad alcune maratone di Boston; secondo il suo sito ufficiale il suo record personale, nella maratona di Londra, è tre ore esatte.

## Attività benefica
Peter è fondatore e direttore del Project Edan, un'organizzazione no-profit che raccoglie fondi per enti di beneficenza per bambini come l'UNICEF e il Boston Children's Hospital. Uno degli obiettivi del Project Edan è sostenere la campagna Vogliamo Zero dell'UNICEF, con la quale si spera di ridurre la mortalità infantile.
Wingfield in un'intervista del marzo del 2010 ha dichiarato: "Tutto è cominciato con la nascita di nostro figlio."

## Filmografia

### Cinema
- Scacco matto (1994)
- Degas and Pissaro Fall Out - cortometraggio (1994)
- Alun Lewis: Death and Beauty (1994)
- The Damn Deal - documentario (1999)
- Highlander: Endgame (2000)
- Edge of Madness (2002)
- X-Men 2 (2003)
- Catwoman (2004)
- Un genio in pannolino 2 (Superbabies: Baby Geniuses 2) (2004)
- L'ultima porta - The Lazarus Child (2005)
- The Last Sin Eater (2007)
- Highlander: The Source (2007) - film home video
- Hamlet (2011)
- JumpRopeSprint (2011)
- Don't Tell Kim (2016)

### Televisione
- Screenplay - serie TV, 1 episodio (1990)
- Soldier Soldier - serie TV, 6 episodi (1991)
- The Men's Room - miniserie TV (1991)
- Medics - serie TV, 10 episodi (1990-1992)
- Performance - serie TV, 1 episodio (1992)
- The Lifeboat - serie TV, 1 episodio (1994)
- Murder in Mind - film TV (1994)
- Screen One - serie TV, 2 episodi (1992-1994)
- Nice Day at the Office - serie TV, 1 episodio (1994)
- Martin Chuzzlewit - Miniserie TV (1994)
- Crocodile Shoes - miniserie TV (1994)
- A Very Open Prison - film TV (1995)
- Screen Two - serie TV, 1 episodio (1995)
- Highlander - Serie TV, 31 episodi (1995-1998)
- Into the Fire -  miniserie TV (1996)
- Over Here - film TV (1996)
- Murder Most Horrid - serie TV, 1 episodio (1996)
- Noah's Ark - Serie TV, 6 episodi (1997)
- Sentinel - Serie TV, 1 episodio (1998)
- Viper - Serie TV, 1 episodio (1998)
- Cold Squad - Squadra casi archiviati (Cold Squad) - serie TV, 17 episodi (1998-1999)
- Cold Feet - serie TV, 2 episodi (1999)
- Oltre i limiti (The Outer Limits) - serie TV, 1 episodio (2000)
- Strange World - serie TV, 3 episodi (2000)
- The Man Who Used to be Me - film TV (2000)
- First Wave - serie TV, 1 episodio (2000)
- The Chris Isaak Show - serie TV, 1 episodio (2001)
- La regina di spade (Queen of Sword) - serie TV, 9 episodi (2000-2001)
- Stargate SG-1 - serie TV, 3 episodi (2000-2001)
- Night Visions - serie TV, 1 episodio (2001)
- Halloweentown II - La vendetta di Kalabar (Halloweentown II: Kalabar's Revenge) - film TV (2001)
- The Wedding Dress - film TV (2001)
- The Miracle of the Cards - film TV (2001)
- Just Cause - serie TV, 1 episodio (2002)
- The Dead Zone - serie TV, 1 episodio (2003)
- John Doe - serie TV, 1 episodio (2003)
- Bliss - serie TV, 2 episodi (2002-2004)
- Andromeda - serie TV, 1 episodio (2004)
- The Shields' Stories - serie TV, 6 episodi (2004)
- Kingdom Hospital - serie TV, 1 episodio (2004)
- Touching Evil – serie TV, episodi 1x01-1x02-1x03  (2004)
- Cooking Lessons - film TV (2004)
- Smallville - serie TV, 1 episodio (2005)
- Miss Texas - film TV (2005)
- The Hunters - film TV (2006)
- The Collector - serie TV, 1 episodio (2006)
- Dalziel and Pascoe - serie TV, 2 episodi (2006)
- Streghe (Charmed) - serie TV, 1 episodio (2006)
- Medium - serie TV, 1 episodio (2006)
- The L Word - serie TV, 2 episodi (2006-2007)
- Men in Trees - Segnali d'amore (Men in Trees) - serie TV, 2 episodi (2008)
- 24 - serie TV, 5 episodi (2009)
- Holby City - serie TV, 45 episodi (2006-2009)
- 10,000 Days - serie TV, 12 episodi (2010)
- Human Target - serie TV, 1 episodio (2010)
- Riverworld - film TV (2010)
- NCIS: Los Angeles - serie TV, 1 episodio (2010)
- Stonehenge Apocalypse - film TV (2010)
- Caprica - serie TV, 6 episodi (2010)
- CSI: Miami - serie TV, 1 episodio (2011)
- Endgame - serie TV, 1 episodio (2011)
- Alphas - serie TV, 1 episodio (2011)
- Sanctuary - serie TV, 5 episodi (2008-2011)
- 10,000 Days - film TV (2014)
- Beauty and the Beast - serie TV, 1 episodio (2016)

### Doppiaggio
- The Methos Chronicles (2001)
- Highlander: The Game - videogioco (2008)
- War of the Worlds: Goliath (2012)
- The Talos Principle 2 - videogioco (2023)

### Radio
- Going Wrong (1991)
- The Archers (1995-1997)
- If You're So Clever, Why Aren't You Rich? (1996)

### Teatro
- Point Valaine (1991) - Martin Welford
- The Rules of the Game (1992) - Marquis Miglioritti
- The Game of Love and Chance (1992-1993) - Durrant
- Waiting for Lefty (1999) - Joe Mitchell e Sid Philips

### Podcast
- Gospels of the Flood (2021) - Narratore

## Riconoscimenti
- Gemini Awards
  - 2002: Nominato come Miglior attore per il film The Miracle of the Cards

## Doppiatori italiani
Nelle versioni in italiano delle opere in cui ha recitato, Peter Wingfield è stato doppiato da:
- Mario Cordova in Sanctuary, NCIS: Los Angeles, CSI: Miami
- Vittorio De Angelis in La tavola fiamminga
- Pasquale Anselmo in Smallville
- Christian Iansante in 24
- Fabrizio Pucci in NCIS: Los Angeles
- Luca Ward in Highlander
- Massimo Lodolo in Cold Squad - Squadra casi archiviati
- Sandro Acerbo in La regina di spade
- Stefano Benassi in X-Men 2